# Alejka w Ogrodzie Luksemburskim
Alejka w Ogrodzie Luksemburskim – (hol. Wandelaars in Jardin du Luxembourg, ang. Lane at the Jardin du Luxembourg) – obraz Vincenta van Gogha (Nr kat.: F 223, JH 1111) namalowany na przełomie czerwca i lipca 1886 podczas pobytu w Paryżu. Obecnie w kolekcji prywatnej Sterling and Francine Clark Art Institute w Williamstown (Massachusetts, USA).

## Historia

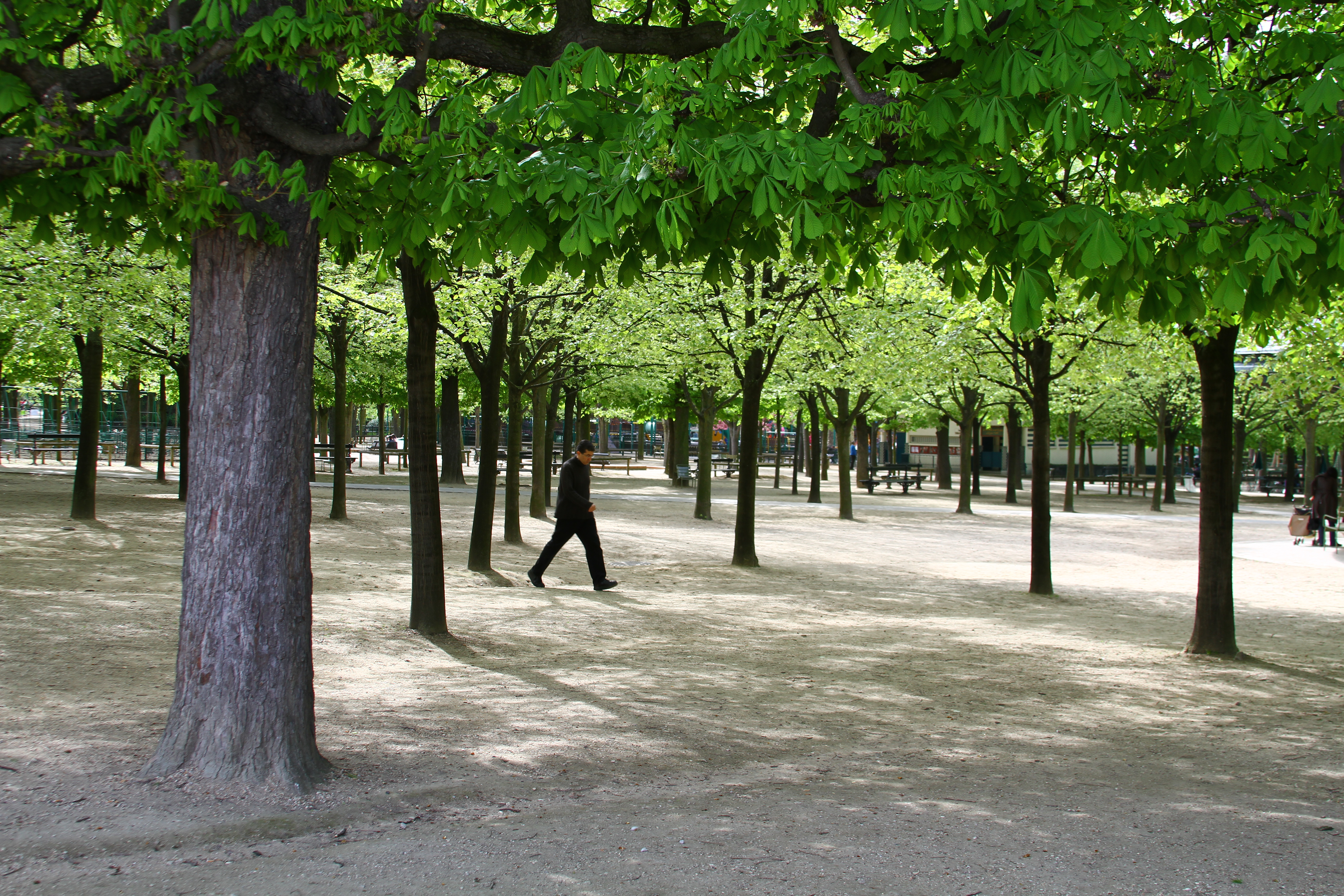
Ogród Luksemburski dzisiaj – aleja kasztanowa

Pod koniec XIX w. Paryż był subtelnym miastem, mogącym zaoferować swoim mieszkańcom oraz zainteresowanym przybyszom szeroki wachlarz rozrywek oraz imprez kulturalnych. Jego bulwary posiadają jeszcze dzisiaj magiczną moc przyciągającą. Również Vincent van Gogh przesiadywał długo i chętnie w położonych wzdłuż bulwarów kafejkach popijając absynt, gawędząc z przyjaciółmi i obserwując oryginalne osobistości, które chciał sportretować. Jednym z motywów artysty stał się wówczas Ogród Luksemburski, namalowany podczas pierwszego lata spędzonego w Paryżu. Ogród ten, podobnie jak ogród w Tuileries, był wówczas popularnym celem niedzielnych wycieczek zamożnych mieszkańców Paryża.

## Opis
Obraz przedstawia swobodną scenerię w słoneczny dzień. Spacerowicze w odświętnych strojach przechadzają się ocienioną alejką skąpaną w ciepłych promieniach słońca lub przesiadują na ustawionych wzdłuż niej ławkach. Poprowadzona diagonalnie aleja dzieli płaszczyznę obrazu na trzy przylegające do siebie ciągi spacerowe, oświetlone w zróżnicowany sposób, wypełnione nielicznymi ludźmi. Świeża zieleń parkowej roślinności jest flankowana przez dwa czerwone parasole, tworzące ramy kolorystyczne malowidła. Artysta umieszczając siebie pośród spacerowiczów dokonał niczym niezakłóconej obserwacji ich niedzielnej przechadzki. W pogodnych tonacjach oddał doraźność chwili, charakterystyczną dla impresjonizmu, do którego założeń nawiązuje też fizyczny i psychologiczny dystans w stosunku do przedstawionych obiektów oraz fascynacja światłem i kolorystyką; na rozwijający się, indywidualny styl van Gogha wskazują natomiast widoczne, grube pociągnięcia pędzlem.